# Sticherus melanoblastus
Sticherus melanoblastus är en ormbunkeart som först beskrevs av Arthur Hugh Garfit Alston, och fick sitt nu gällande namn av Østerg., Bao-kun Zhang och Øllg. Sticherus melanoblastus ingår i släktet Sticherus och familjen Gleicheniaceae. Inga underarter finns listade.